# Natalbany
Natalbany – jednostka osadnicza w Stanach Zjednoczonych, w stanie Luizjana, w parafii Tangipahoa.